# Contea di Grays Harbor
La contea di Grays Harbor (in inglese Grays Harbor County) è una contea dello Stato di Washington, negli Stati Uniti. La popolazione al censimento del 2000 era di 67 194 abitanti. Il capoluogo di contea è Montesano.

## Geografia
La contea si trova nella parte occidentale dello Stato e si affaccia sull'Oceano Pacifico. Nella contea si trova il Parco nazionale Olimpico.
Nella contea si trovano due riserve: la Riserva delle tribù Chehalis e la Nazione Quinault.

### Contee confinanti
- Contea di Jefferson - nord
- Contea di Mason - nord-est
- Contea di Thurston - sud-est
- Contea di Lewis - sud-est
- Contea di Pacific - sud

## Storia
La contea prende il nome dall'omonima baia, dove sfociano cinque fiumi. I nativi dell'area erano i Quinault, i Chehalis e altrei popoli parlanti le lingue Salish della costa. La contea fu fondata nel 1854 con il nome di Chehalis County e cambiò nome nel 1915.

## Comuni

### Cities
- Aberdeen
- Cosmopolis
- Elma
- Hoquiam
- McCleary
- Montesano (capoluogo)
- Oakville
- Ocean Shores
- Westport

### Census-designated places
| - Aberdeen Gardens - Amanda Park - Brady - Central Park - Cohassett Beach - Copalis Beach - Grayland - Hogans Corner | - Humptulips - Junction City - Malone - Markham - Moclips - Neilton - Ocean City - Oyehut | - Pacific Beach - Porter - Queets (part) - Qui-nai-elt Village - Santiago - Satsop - Taholah |